# نیدرشتاینباخ
نیدرشتاینباخ (به فرانسوی: Niedersteinbach) یک کمون در فرانسه با جمعیت ۱۳۵ نفر است که در Canton of Wissembourg واقع شده‌است.